# Cass megye (Észak-Dakota)
Cass megye az Amerikai Egyesült Államokban, azon belül Észak-Dakota államban található. Megyeszékhelye és legnagyobb városa Fargo. Lakosainak száma 184 525 fő (2020. április 1.). Cass megye Traill, Richland, Steele, Barnes, Ransom, Clay és Norman megyékkel határos.

## Népesség
A megye népességének változása:
| Lakosok száma | 123 138 | 150 268 | 152 760 | 156 672 | 162 829 | 171 512 | 184 525 |
|               | 2000    | 2010    | 2011    | 2012    | 2013    | 2015    | 2020    |